# Cantone di Chinon
Il Cantone di Chinon è una divisione amministrativa dell'arrondissement di Chinon.
A seguito della riforma approvata con decreto del 18 febbraio 2014, che ha avuto attuazione dopo le elezioni dipartimentali del 2015, è passato da 15 a 27 comuni.

## Composizione
I 15 comuni facenti parte prima della riforma del 2014 erano:
- Avoine
- Beaumont-en-Véron
- Candes-Saint-Martin
- Chinon
- Cinais
- Couziers
- Huismes
- Lerné
- Marçay
- Rivière
- La Roche-Clermault
- Saint-Germain-sur-Vienne
- Savigny-en-Véron
- Seuilly
- Thizay

Dal 2015 i comuni appartenenti al cantone sono i seguenti 27:
- Avoine
- Azay-le-Rideau
- Beaumont-en-Véron
- Bréhémont
- Candes-Saint-Martin
- La Chapelle-aux-Naux
- Cheillé
- Chinon
- Cinais
- Couziers
- Huismes
- Lerné
- Lignières-de-Touraine
- Marçay
- Rigny-Ussé
- Rivarennes
- Rivière
- La Roche-Clermault
- Saché
- Saint-Benoît-la-Forêt
- Saint-Germain-sur-Vienne
- Savigny-en-Véron
- Seuilly
- Thilouze
- Thizay
- Vallères
- Villaines-les-Rochers